# Herb gminy Sadlinki
Herb gminy Sadlinki – jeden z symboli gminy Sadlinki, oficjalnie ustanowiony 25 sierpnia 2003.

## Wygląd i symbolika
Herb przedstawia na tarczy z czarną obwódką koloru srebrnego w centralnej części skórzane siodło z kłosami zboża, czarnymi łękami i strzemionami. Znajduje się ono na niebieskiej kapie, na której znajdują się: złoty orzeł (symbol św. Jana) i srebrna głowica pastorału.